# Eleuterio de Tournai
San Eleuterio de Tournai (del francés: Éleuthère) (f. 532) fue un santo venerado y considerado el primer obispo de Tournai. La Enciclopedia Católica escribe que «históricamente hay muy poco conocimiento sobre san Eleuterio, pero que fue sin duda el primer obispo de Tournai». La tradición dice que era amigo de San Medardo, y los dos santos fueron cortesanos antes de obispos. Eleuterio fue nombrado probablemente obispo de Tournai después de San Remigio organizando la jerarquía ecelesiástica del norte de la Galia al final del siglo V.

## Martirio
Eleuterio fue venerado como mártir aunque la leyenda es considerada una invención del sacerdote Enrique de Tournai, que escribió una vita de Eleuterio en 1141.  A finales del siglo XI, la Iglesia de Tournai pretendía la independencia de la diócesis de Noyon, y Enrique estuvo motivado para demostrar la antigüedad de la Iglesia de Tournai. Catholic Online repite la leyenda de que un «grupo de arrianos, furiosos por su predicación, le golpearon severamente, muriendo algunas semanas más tarde»

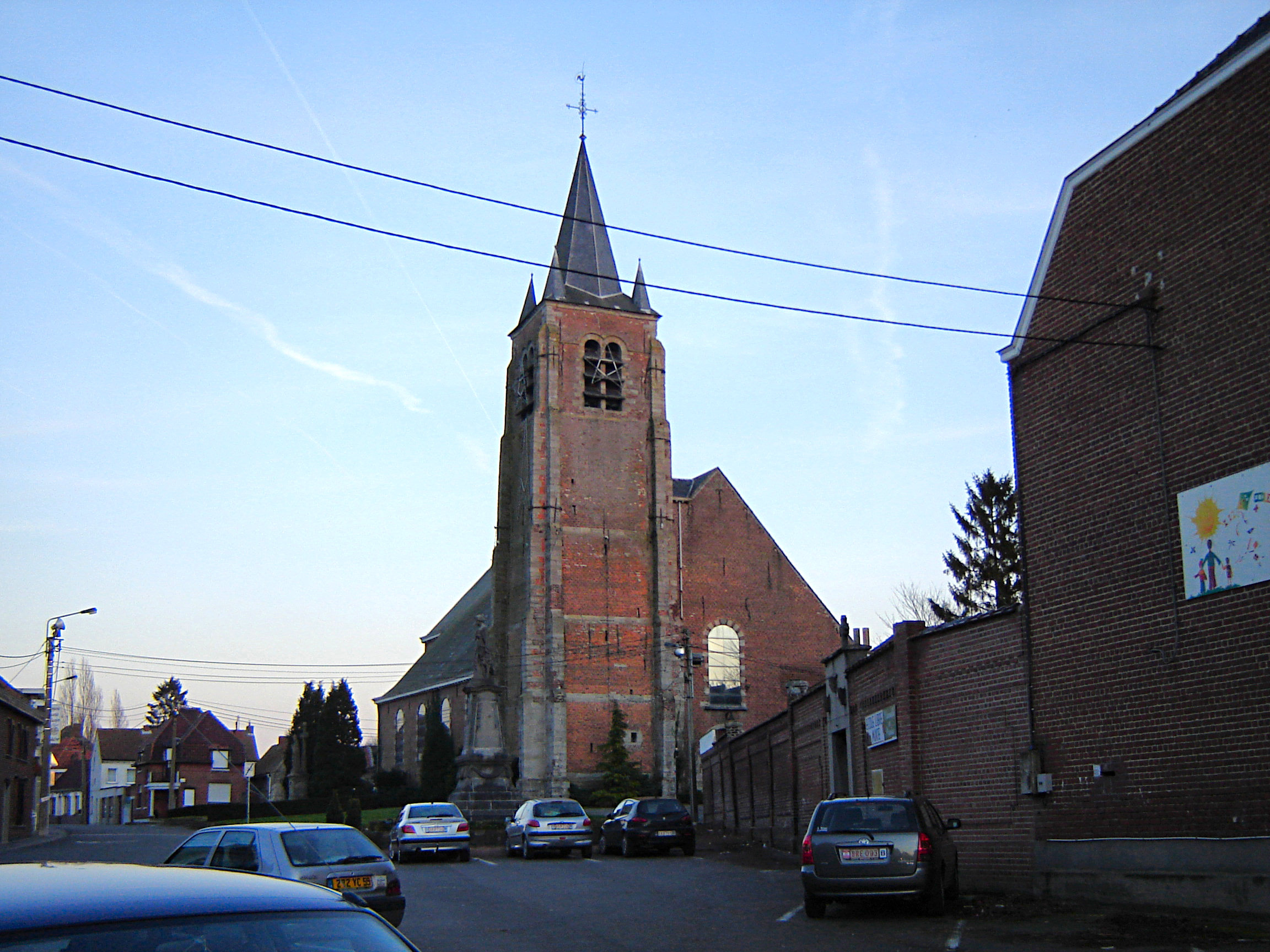
Iglesia de Saint-Eleuthère en Blandain.

Los escritos de Enrique de Tournai establecen que Eleuterio era nativo de Tournai, y que nació durante el reinado de Childerico I.  Los padres de Eleuterio eran cristianos y se llamaban Tereno y Blanda; Tereno era descendiente de la familia de Ireneo de Lyon.  Los perseguidores de los cristianos obligaron a la familia a emigrar a una villa llamada Blandinium, pero después de la conversión de Clodoveo I a la Cristiandad, la familia construyó una iglesia en Blandinium.  Eleuterio eventualmente se convirtió en obispo de Tournai, y fue consultado por el papa Hormisdas para erradicar el arrianismo. Eleuterio, de acuerdo con el concilio, luchó contra los arrianos. Un día, mientras se dirigía a la iglesia, fue atrapado por un grupo de éstos, que lo dejaron medio muerto. Murió a causa de las heridas que recibió.

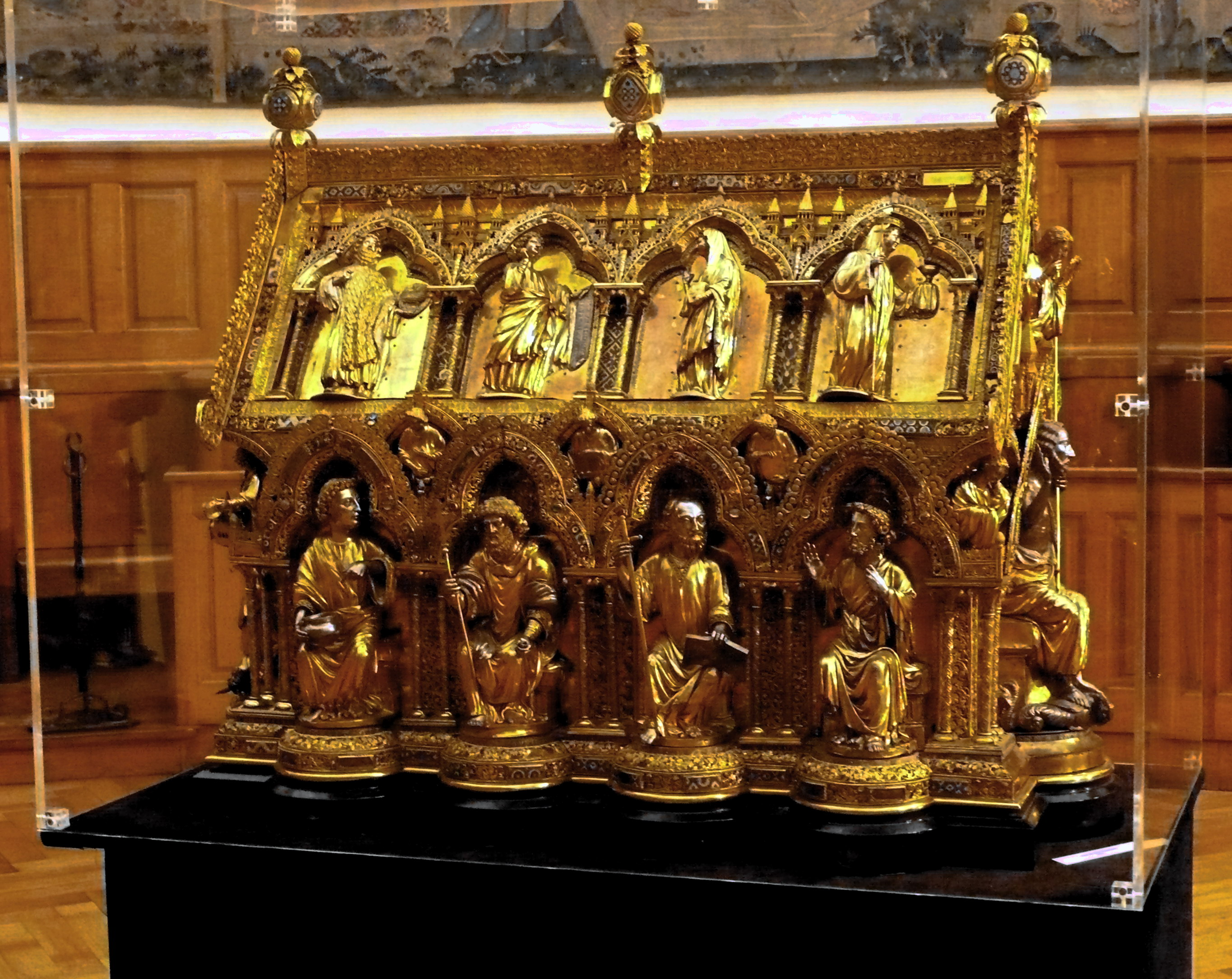
Reliquario de San Eleuterio, 1247, en the Catedral de Tournai

## Veneración
Existe un testimonio sobre sus reliquias durante el obispado de Hedilo de Tournai, en 897 u 898.  El obispo Baudoin trasladó las reliquias del santo en 1064 o 1065.  Volvieron a ser trasladados en 1247, por orden del obispo Walter de Marvis. El monasterio de San Martín en Tournai y la catedral de Brujas también reclaman la legitimidad de poseer las reliquias del santo.